# Dólar español

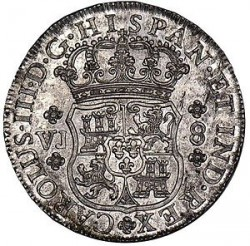
Anverso de un real de a ocho acuñado en 1770 en la ceca de Bogotá

El real de a ocho, también conocido como ceca y acuñado como "tálero", por su parecido con la moneda austriaca Thaler, era la base en la conversión de la moneda de plata de a ocho reales (denominada Carolus), moneda que fue el primer dólar de plata. El valor de ⅛ de real era 12,5 centavos de dólar, denominado popularmente Bit. En algunas zonas de Estados Unidos todavía se conoce a la moneda de 25 centavos de dólar como two bits. Los billetes que se imprimían llevaban obligatoriamente las monedas de a 8 impresas.

## Historia
Fue la primera moneda común en todo el mundo que era reconocida y utilizada de manera global. El término Dólar español fue una segunda denominación para la moneda de a ocho reales. Esta apareció por primera vez en una cartade 1585 del marinero y pirata Sir Francis Drake a la reina Isabel I de Inglaterra. Creada por los Reyes Católicos, el real de a 8 se acuñó en plata y se utilizó tanto en Castilla, Aragón y Navarra como en Hispanoamérica. 
La gran influencia de la moneda en Estados Unidos hizo que, en 1785, el Congreso Continental aprobase la moneda y la convirtiese en oficial, siendo una moneda de curso legal hasta 1857. Años antes, en 1693, el Gobierno de Nueva York regulaba el valor de cambio de la moneda por ser que la que más se utilizaba en la ciudad. Y en 1704, la reina Ana de Inglaterra, establece el real de a ocho como la moneda oficial de sus colonias. En 1728, el real de a ocho nace como tal y en 1775 se hace la primera emisión en las colonias inglesas de América del "Spanish Dollar", respaldada por el real español.

## En relación con el dólar
Cuando los Estados Unidos se independizaron, en 1792, acuñaron sus propios dólares, pero tenían como modelo los reales españoles y las columnas de Hércules con su leyenda se simplificaron en el símbolo del dólar ($). Tenían como modelo los duros, porque con la emancipación de las colonias norteamericanas, repudiaron formalmente la libra esterlina y necesitaban acuñar una moneda propia. Sin embargo, como era difícil introducir una moneda con un valor nuevo en el mercado, recurrieron al peso duro, el real de a ocho, hasta la fecha, la referencia monetaria indiscutible.

## Conversiones monetarias
Del real de a ocho original había varias piezas para facilitar los cambios. Estaba la moneda del real, así como monedas de dos reales, cuatro reales y ocho reales (o real de a ocho). A la fecha de la creación del real de a ocho, ya existía el real, moneda así denominada porque era emitida por el rey y no por un señor feudal, obispo o comerciante.

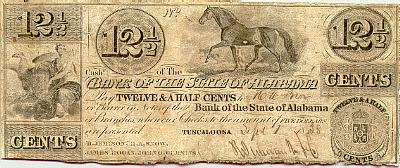
Banco de Alabama, Tuscaloosa, firmado a mano el 1 de septiembre de 1838.

El real valía 34 maravedíes. Un real de a ocho de plata valía 8 × 34 = 272 maravedíes, un escudo de oro valía 16 × 34 = 544 maravedíes (o 16 reales) y un doblón de oro valía 2 escudos: 16 × 34 × 2 = 1088 maravedíes (o 32 reales).